# Дора Габе (награда)
Вижте пояснителната страница за други значения на Дора Габе.
Националната литературна награда „Дора Габе“ е учредена от Общински съвет град Добрич с Решение № 45-24/25.06.2002 година по повод 115-годишнината от рождението на Дора Габе и се присъжда за значителни художествени постижения в духа на посланията на Дора Габе за принос в националната литература. Наградата може да бъде съпътствана и от отличия за принос в научното изследване и популяризиране на творчеството на Дора Габе и за принос в превода на художествени произведения.
Наградата се връчва на пет години.
Победителят печели парична награда в размер на 2000 лева, грамота и специално изработена статуетка.
За жури служи Консултативна комисия, назначавана със заповед на Кмета на Община Добрич. В състава на комисията участват: зам.-кметът по култура на Община град Добрич, председателят на ПК „Култура, вероизповедания и етнически въпроси“ при Общински съвет град Добрич, директор ДХД, представител на Сдружение на писателите град Добрич, последният носител на НЛН „Дора Габе“ или Отличията и експерти от отдел „Образование и култура“ или членове на ПК „Култура, вероизповедания и етнически въпроси“.

## Наградени автори
| № | Година | Лауреати |
| - | ------ | --- |
| 1 | 2003   | - Елка Няголова                                                                                             |
| 2 | 2008   | - Лиляна Стефанова - Леда Милева (отличие за превод)                                                        |
| 3 | 2013   | - Рада Москова                                                                                              |
| 4 | 2018   | - Камелия Кондова                                                                                           |
| 4 | 2023   | - Стефан Цанев - Марина Константинова (отличие за изследване и популяризиране на творчеството на Дора Габе) |